# William Collier jr.
William Collier Jr. (New York, 12 februari 1902 – San Francisco, 5 februari 1987) was een Amerikaans filmacteur.  Vanaf 1916 speelde hij in 89 films.
William Collier (bijnaam "Buster") werd geboren als Charles F. Gall Jr. in New York. Nadat zijn ouders scheidden hertrouwde zijn moeder, actrice Paula Marr, met acteur William Collier Sr. die Charles vervolgens adopteerde en hem de nieuwe naam William Collier Jr. gaf. 
Collier heeft een ster op de  Hollywood Walk of Fame.

## Gedeeltelijke filmografie
- The Bugle Call (1916)
- Never Again (1916)
- Back Stage (1919)
- Everybody's Sweetheart (1920)
- The Mine with the Iron Door (1924)
- Wine of Youth (1924)
- The Lighthouse by the Sea (1924)
- Eve's Secret (1925)
- The Lucky Lady (1926)
- Convoy (1927)
- A Night of Mystery (1928)
- Hardboiled Rose (1929)
- Tide of Empire (1929)
- The Show of Shows (1929)
- Melody Man (1930)
- Lummox (1930)
- Rain or Shine (1930)
- New Movietone Follies of 1930 (1930)
- Little Caesar (1931)
- Cimarron (1931)
- Street Scene (1931)
- The Phantom Express (1932)
- Dancers in the Dark (1932)
- The County Fair (1932)

- Bibliothèque nationale de France: cb141657279 (data)
- International Standard Name Identifier: 0000 0001 0637 5223
- Library of Congress Control Number: n87847190
- Nationale Bibliotheek van Israël: 987007345774705171
- SNAC: w6vx81jh
- Virtual International Authority File: 22351092
- WorldCat: E39PBJqjYBXT49mpxVqw6qxdQq